# Urtima riksdagen 1742–1743
Urtima riksdagen 1742–1743 ägde rum i Stockholm.
Ständerna sammanträdde den 25 augusti 1742. Det viktiga valet av lantmarskalk föll på Mösspartiets kandidat Mathias Alexander von Ungern-Sternberg som fick 360 röster. 144 röster tillföll Carl Gustaf Tessin, som tillhörde Hattpartiet. De övriga stånden behöll sina respektive talmän, nämligen:
- Prästeståndet: Ärkebiskopen Erik Benzelius d.y.
- Borgarståndet: Justitieborgmästaren i Stockholm Peter Aulævill
- Bondeståndet: Herr Olof Håkanson från Lösens socken och by, Blekinge

Riksdagen var Sveriges första urtima. I samband med riksdagen slöts freden i Åbo som avslutade Hattarnas ryska krig. I enlighet med freden valdes Adolf Fredrik av Holstein-Gottorp till svensk tronföljare. Valet av denne orsakade dock ett bondeuppror.
Riksdagen avslutades 20 september 1743.